# Doménica Montero
Doménica Montero fue una telenovela mexicana producida y realizada en México en 1978, para Televisa, dirigida por Lorenzo de Rodas y producida por Valentín Pimstein. Está basada en La doña una historia original de la cubana Inés Rodena, adaptada por Caridad Bravo Adams.
Está protagonizada por Irán Eory y Rogelio Guerra, junto con Raquel Olmedo, Xavier Marc y Gastón Tuset en el lado antagónico.

## Historia
Doménica Montero es una bella heredera, huérfana desde niña, que se ha criado al lado de su tía Angélica, quién es viuda. Esta carece de fortuna y tiene una hija llamada Norma, de carácter soberbio, gran belleza y que envidia la suerte de su prima. Doménica está a punto de casarse con Max, sin saber que este tiene relaciones sentimentales con Norma. Esta última averigua que el abogado de Doménica desconfía de Max y amenaza a este con decir la verdad sobre ellos si no se fuga con ella. En la víspera de la boda, escribe una carta a Doménica y huye para no causarle mayor mal. El día de su boda Doménica llega a la iglesia, pero su novio nunca llegó. Norma se da cuenta de que Max ha huido.
Ante este hecho, Doménica, que ha sufrido un choque nervioso, decide irse de la ciudad y recluirse en una de sus fincas llamada "Los Gavilanes". Ahí Doménica cambia notablemente y de ser una mujer dulce y sensible se convierte en un ser duro y desagradable que odia a todos los hombres. En su finca está Genaro Peña, administrador de la misma, que siente una pasión insana por Doménica y por estar cerca de ella soporta las humillaciones y malos tratos de la joven.
José María Robles, es el dueño de una finca al lado de la de Doménica llamada "La Laguna", recientemente viudo, vive al lado de su madre Mercedes y una sirvienta. Doménica y José María no se simpatizan y tienen varios encuentros, ya que él rechaza todo trato comercial con ella. Al pasar el tiempo entre los dos se establece una relación amor-odio que los une profundamente.
Max, el exnovio de Doménica, vuelve y se presenta ante ella, pero Genaro le impide un acercamiento y prende fuego a la casa de José María al darse cuenta de que el es preferido de la joven Doménica. Al ser descubierto, Genaro huye, pero uno de sus múltiples enemigos le da muerte, sin embargo, acusan a José María.
Al saberlo, Doménica acude a ayudarlo, pero sufre un accidente y así se entera de que el asesino es Roque, uno de los guardaespaldas de Genaro. Todo se aclara y al fin Doménica y José María se declaran su amor, viven en paz y se casan. 

## Elenco
- Irán Eory - Doménica Montero Campo-Miranda
- Rogelio Guerra - José María Robles Olmos
- Raquel Olmedo - Norma Ornales Campo-Miranda
- Javier Marc - Genaro Peña
- Rosario Gálvez - Doña Angélica Campo-Miranda Vda. de Ornales
- Gastón Tuset - Max Ordóñez Perea
- Antonio Bravo - Don Andrés
- Beatriz Aguirre - Doña Mercedes Olmos Valencia Vda. de Robles
- Graciela Bernardos - Nieves
- Aurora Molina - Flora
- Alejandro Rábago - Ernesto
- Luciano Hernández de la Vega - Licenciado San Genis
- José Elías Moreno - Pedro
- Alicia del Lago - Nicolasa
- Bárbara Córcega - Rosario
- Socorro Bonilla - Chachis
- Antonio Miguel - Padre Juan
- Patricia Martínez - Leonor
- Miguel Ángel Ghigliazza - Paquito
- Amalia Llergo
- Blas García
- Ernesto Yáñez

## Versiones
- La versión original de esta novela fue la telenovela venezolana "La doña", producida por RCTV en el año 1972 de la mano de Román Chalbaud. La telenovela fue dirigida por Arquímedes Rivero y protagonizada por Lila Morillo y Elio Rubens.
- Amanda Sabater, telenovela venezolana hecha por RCTV en 1989, dirigida por Gabriel Walfenzao y protagonizada por Maricarmen Regueiro y Flabio Caballero.
- Televisa realizó en 1995 una adaptación de esta telenovela titulada La dueña, producida por Florinda Meza, con las actuaciones de Angélica Rivera, Francisco Gattorno, Cynthia Klitbo y Eduardo Santamarina.
- RCTV realizó en 1997 una versión muy libre de esta telenovela titulada El Desafío, producida por Carlos Lamus y Hernando Faria, dirigida por Renato Gutiérrez y protagonizada por Claudia Venturini, Henri Soto y Mimi Lazo.
- La cadena brasileña SBT realizó en Brasil en el año 2001 una versión de esta telenovela titulada "Amor e odio", basándose en los libretos de La dueña, dirigida por Jacques Lagôa, Henrique Martins y Antonino Seabra, producida por David Grimberg y Gilberto Nunes y protagonizada por Suzy Rêgo, Daniel Boaventura y Viétia Rocha.
- Televisa realizó una nueva versión llamada Soy tu dueña bajo la producción de Nicandro Díaz en 2010 basándose en los libretos originales de La doña y en La dueña, con los protagónicos de Lucero, Fernando Colunga, Gabriela Spanic, Sergio Goyri, David Zepeda y Silvia Pinal.